# 好色一代男
《好色一代男》（日语：こうしょくいちだいおとこ），日本江戶時代前期的代表性文學作品，著名文學家井原西鶴的處女作及代表作。全書共8卷8冊，發行於天和2年（1682年），是西鶴於42歲時所寫的作品，在日本曾風靡一時。
《好色一代男》一如書名，極盡情色描寫之能事，充滿感官刺激。除此之外，人物刻畫入微，情節精彩生動，風土物態亦有細緻出色的描述，無論以情色小說或通俗小說視之，皆是非常優秀的傑作，對日本後世的文學創作有著相當深遠的影響。

## 體裁
《好色一代男》的體裁仿《源氏物語》54帖，將主角「世之介」人生中7歳至60歳的經歷寫成54帖短篇，各篇既獨立又連貫，單讀不失其趣，通讀又另有一片天地。
由於《好色一代男》具有劃時代的代表性，後世遂將承繼《好色一代男》體裁的作品稱為「浮世草子」，之前的類似體裁則稱為「假名草子」，以為區別。

## 故事簡述
世之介7歲時即逐漸通曉男女情事，少年時代便縱情聲色，生活放蕩，以致世之介的父親在世之介19歲時一怒之下與其斷絕親子關係。世之介被逐出家門後開始遊歷各國，到各地的花街遊里、妓院娼館進行他所謂的「好色修行」。世之介35歲時因父親過世意外繼承了大筆遺產，生活因而更加放浪，也開始接觸豔名遠播、傾國傾城的頂級娼妓。荒淫無度的世之介到了60歲時仍不滿足，決定進行他人生中最浩大的一場遊歷。於是世之介駕著名為「好色丸」的大船，載滿了財寶及性玩具，出發前往傳說中全是女人的「女護島」，從此音訊全無。